# Senilia senilis

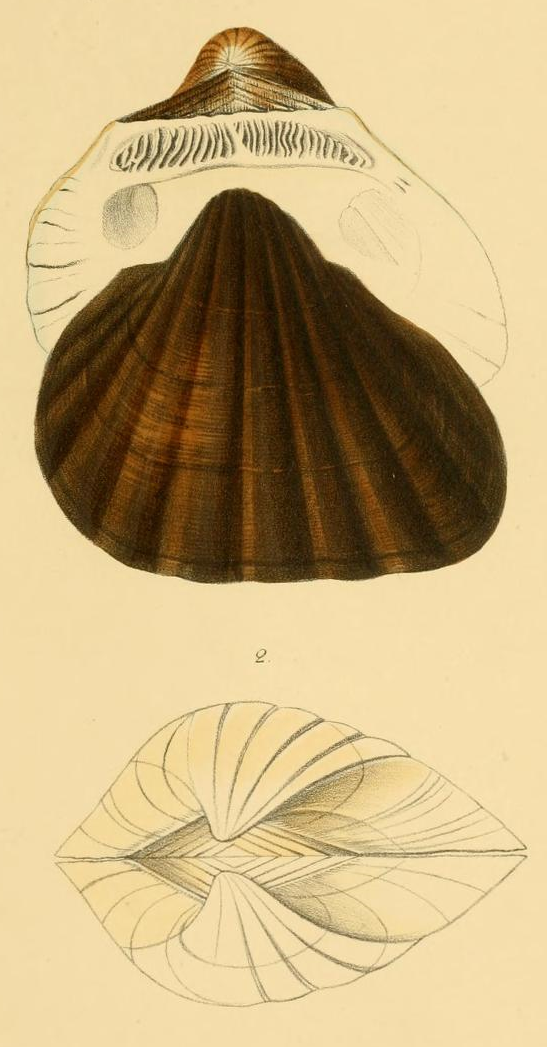
Senilia senilis (Linnaeus, 1758), aus Kobelt (1891: Taf. 9, Fig. 1,2)

Senilia senilis ist eine Muschel-Art aus der Familie der Archenmuscheln (Arcidae) in der Ordnung der Arcida. Sie kommt im tropischen Teil des östlichen Atlantiks in stark Gezeiten-beeinflussten Bereichen der dortigen Küstengewässer vor. Es ist derzeit die einzige Art und Typusart der Gattung Senilia Gray, 1847.

## Merkmale
Das auch schon in frühontogenetischen Stadien gleichklappige, stark geblähte Gehäuse wird bis zu 13,5 cm lang, meist um 8 bis 10 cm. Wilhelm Kobelt gibt ein Verhältnis von Länge:Höhe:Dicke von 10:8-9:6 an. Es ist gerundet-dreieckig im Umriss und meist deutlich ungleichseitig; die Wirbel befinden sich im vorderen Drittel der Gehäuselänge. Das Gehäuse ist meist länger als hoch, aber auch im Verhältnis Länge/Breite variabel. Es gibt auch Exemplare die fast so hoch wie lang sind, und weniger ungleichseitig, d. h. die Wirbel sitzen zwar in der vorderen Gehäusehälfte, aber nahe der Mitte. Der gerade Dorsalrand ist kurz und winklig an beiden Enden. Der Winkel zum Vorderrand ist flach, der Vorderrand ist gut gerundet. Der Winkel zum Hinterrand ist noch flacher und geht in den zunächst mit 30° to 65° gerade abfallenden bis sogar leicht konkav gewölbten Hinterrand über. Der mittlere Teil ist oft noch durch einen flachen Winkel vom oberen Teil abgesetzt. Er geht gerade bis sehr leicht gerundet in den eng gerundeten Winkel zwischen Hinterrand und Ventralrand über. Der Ventralrand ist weit gerundet und geht ohne merklichen Absatz in den enger gerundeten Vorderrand über.
Die Wirbel sind nach vorne eingedreht und deutlich vorspringend. Die Area ist sehr groß und in der vorderen Hälfte deutlich breiter. Das Ligament nimmt einen großen Teil der Area ein, ist gespitzt eiförmig und im vorderen Teil breiter. Es ist in frühontogenetischen Stadien noch opisthodet (hinter dem Wirbel), erst in großen, erwachsenen Exemplaren dann amphidet (beiderseits des Wirbels).
Die Schlossplatte ist breit bzw. hoch und die taxodonten Zähnchen relativ lang. Die Zähnchen sind oft ein wenig verbogen oder in den äußeren Bereich auch winklig. Eine schräg verlaufende Grube etwa unterhalb der Wirbel trennt den vorderen Satz Zähnchen vom hinteren Satz ab. Vorderer und hinterer Satz sind ungleich breit, der vordere Satz mit bis 15 Zähnchen ist deutlich kürzer, oft nur halb so breit. Dafür stehen die Zähnchen enger, im hinteren Satz sind bis 16 Zähnchen vorhanden. Es ist kein Byssusschlitz entwickelt.
Die Schale ist sehr dick und fest. Die Gehäuse sind darum für die Größe sehr schwer. Die Schale ist außen weißlich bis schmutzig-weißlich, innen rein weiß. Die äußere Ornamentierung besteht aus 10 bis 15 (12) radialstrahligen Rippen mit engen Zwischenräumen. Die Rippen sind breit, abgeflacht und oben glatt. In kürzeren und dafür relativ höheren Exemplaren sind die Rippen etwas schmaler, oben mehr gerundet und stärker hervorgehoben. An den Vorder- und Hinterenden laufen sie aus. Das rotbraune bis schwarzbraune Periostracum ist glatt, dünn und persistent, d. h. blättert kaum ab. Der innere Rand weist starke Einkerbungen auf, die mit den Rippen auf der Außenseite korrespondieren. Auch hier werden die Einkerbungen zum oberen Teil des Hinterrandes hin schwächer und verschwinden ganz. Die beiden Schließmuskelnarben sind in etwa gleich groß.
Rechte und linke Klappe des gleichen Tieres:

Rechte Klappe
Linke Klappe

## Geographische Verbreitung und Lebensraum
Das Verbreitungsgebiet der Art reicht von der Westsahara (Rio de Oro) bis nach Angola und São Tomé (São Tomé und Príncipe).
Die Tiere leben eingegraben in feinsandigen, siltigen und sandig-schlammigen Böden von Ästuaren, Mangroven und offenen oder fast geschlossenen Lagunen im Gezeitenbereich. Diese Lebensräume sind auch regelmäßigen, saisonalen Wechseln in der Salinität ausgesetzt. Hier kann die Art massenhaft vorkommen. Sie ist in diesen Bereichen häufig assoziiert mit Tagelus adansonii. Während der Regenzeit kann die Salinität in diesen Lebensräumen durch Zufluss von Süßwasser stark abfallen. Ab 15 ‰ Salinität schließen die Tiere ihre Klappen, da Süßwasser für die Tiere auf längere Zeit tödlich ist.

## Taxonomie
Das Taxon wurde bereits 1758 von Carl von Linné als Arca senilis aufgestellt. Es ist die Typusart und nach MolluscaBase auch einzige Art der Gattung Senilia Gray, 1847. Markus Huber weist der Gattung noch eine zweite Art, Senilia subnitens Récluz, 1851 zu. Gattung und Art sind allgemein anerkannt. MolluscaBase verzeichnet noch folgende Synonyme: Arca cor Mörch, 1853, Arca grandaeva Röding, 1798 und Arca subnitens Récluz, 1851. Letztere Art wird von Huber aber als gültige Art aufgefasst.

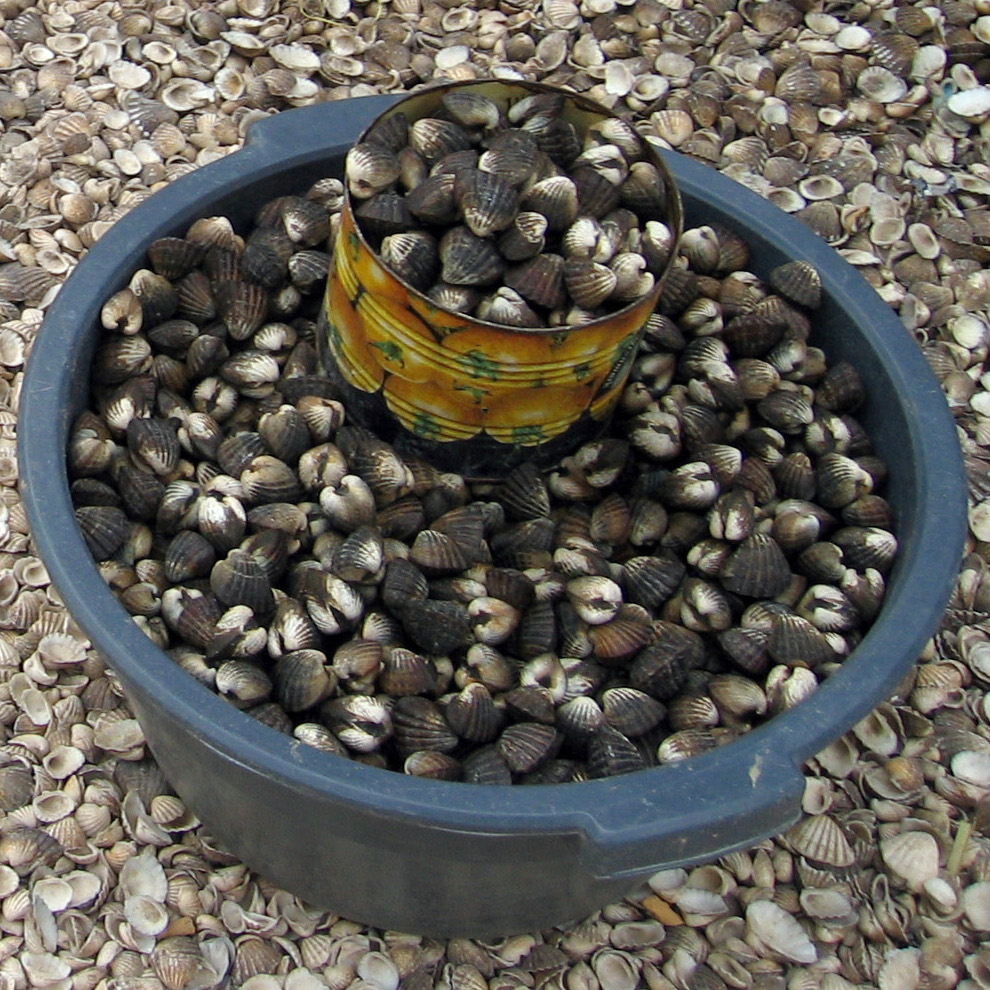
Senilia senilis auf einem Markt in Senegal

## Kommerzielle Nutzung
In vielen Teilen der Westküste von Afrika ist diese Art die kommerziell wichtigste Art der Archenmuscheln. Sie wird dort seit prähistorischen Zeit intensiv gesammelt und verzehrt. In Angola wird sie auch als Angelköder genutzt. Die leeren Klappen werden als Straßenbelag, Befestigen von Eisenbahntrassen und für das Brennen von Löschkalk genutzt. In Sierra Leone werden sie auch für die Herstellung von Kunsthandwerksarbeiten genutzt.